# Bento Manuel Ribeiro
Bento Manuel Ribeiro (Sorocaba, 1783-Porto Alegre, 30 de mayo de 1855) fue un renombrado militar portugués y brasileño y riograndense que participó en la guerra rioplatense-brasilera (en portugués Guerra da Cisplatina).
En diciembre de 1800 se alistó en el regimiento de milicias de Rio Pardo. En compañía de su hermano, el capitán Gabriel Ribeiro de Almeida, tomó parte como soldado en la campaña de 1801 y, bajo el mando del coronel Patricio José Correia Câmara, participó en la expulsión de los españoles de Batoví (São Gabriel) y del fuerte de Santa Tecla.
Participó luego en la Primera Campaña Cisplatina (1811-1812) como furriel y fue promovido a teniente en 1813. Durante la Invasión Luso-Brasileña de la Banda Oriental, sirvió bajo el mando del general Joaquín Javier Curado.
Durante la guerra con las Provincias Unidas del Río de la Plata (1825-1828), participó en varios combates al comando del ejército del Imperio de Brasil, particularmente en la batalla de Bacacay y en la Batalla de Ombú.  Aunque podría unirse a las tropas imperiales, partió hacia el este, yendo a acampar por la noche frente al Passo de São Pedro y decidió no pelear en la batalla de Ituzaingó.
Al finalizar la contienda, Bento Manuel Ribeiro junto a Bento Gonçalves da Silva fue uno de los principales líderes  gauchos  de la República Riograndense y estuvo envuelto en la llamada Guerra de los Farrapos (1835-1845), durante la que cambió de bando en dos ocasiones, terminando del lado de los Imperiales.
Murió en Porto Alegre, siendo un rico hacendado.